# Nissan 300ZX
La Nissan 300ZX, nota anche come Nissan Fairlady Z, è un'autovettura sportiva prodotta dalla casa automobilistica giapponese Nissan Motor. Essa comprende la prima e seconda generazione della 300ZX, rispettivamente con le denominazioni dei telai Z31 (prodotta dal 1983 al 1989) e Z32 (prodotta dal 1989 al 2000). Dal 1983 al 1985 fu denominata Datsun 300ZX.

## Prima generazione (1983-1989) Z31
Presentata il 16 settembre del 1983 in Giappone dall'allora presidente della Nissan Yutaka Katayama, il nome 300ZX segue la convenzione numerica avviata con la 240Z. La "X" è stata aggiunta al nome prendendo spunto dal modello 280ZX, che indicava la presenza, di serie o in opzione, di caratteristiche votate al comfort e al lusso non presenti nei modelli precedenti.

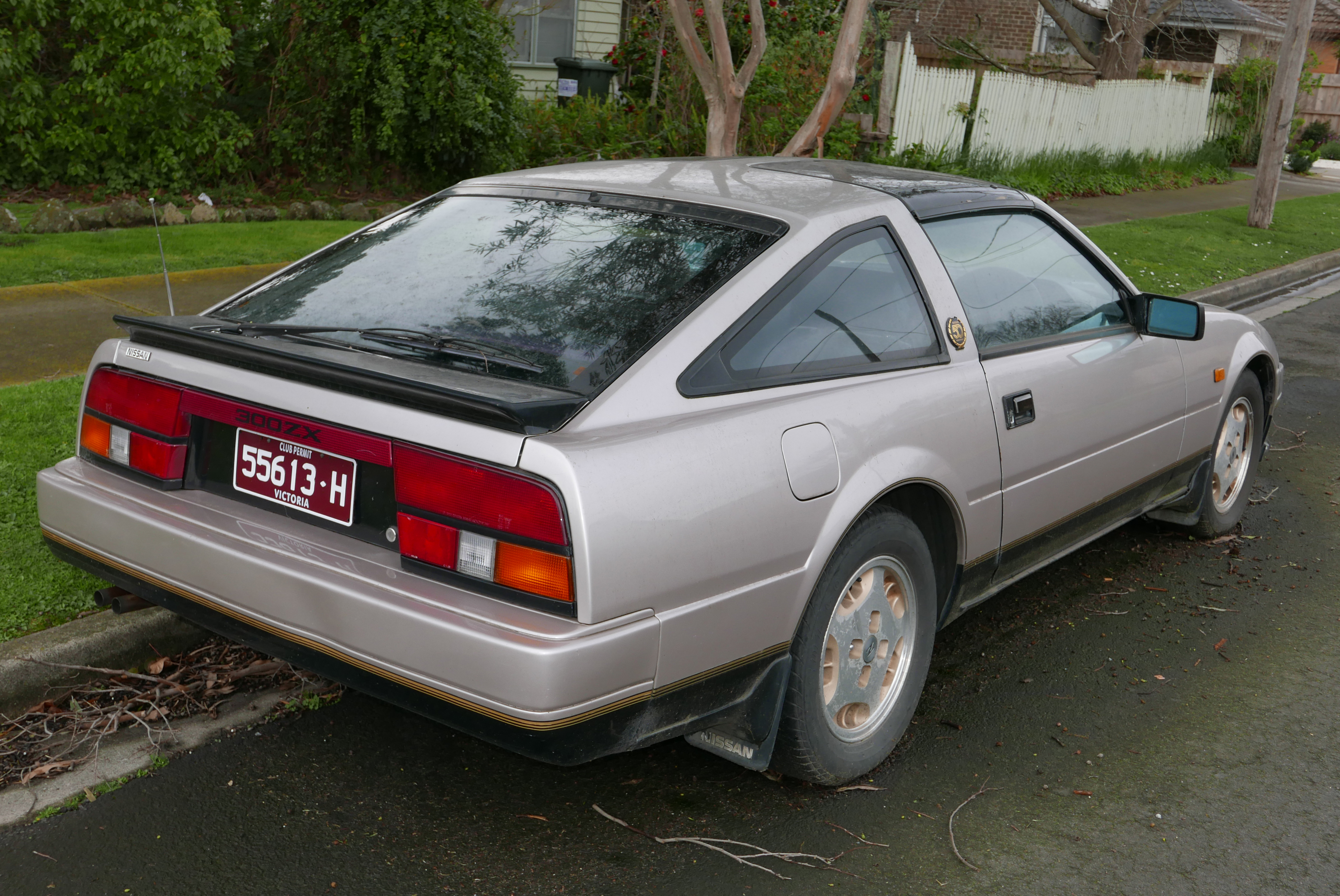
Nissan 300ZX (Z31) 50th Anniversary

Il nome è stato utilizzato nella maggior parte dei mercati con poche eccezioni, compreso il mercato giapponese, dove è stata venduta come "Fairlady Z".
Progettata da Kazumasu Takagi e dal suo team di sviluppatori, la Z31 aveva un'aerodinamica migliorata e una maggiore potenza rispetto alla 280ZX. Il coefficiente di resistenza aerodinamica è di 0,30 e la gamma motori era composta unicamente da propulsori V6 a benzina. Secondo Nissan, il nuovo motore V6 doveva mantenere lo spirito sportivo del sei cilindri in linea dell'originale Fairlady Z ma garantire anche maggiore efficienza e minori costi di gestione.

### Motore
La Z31 utilizza un 3.0 litri V6 aspirato o turbo; con un unico albero a camme in testa. La Z31 aspirata eroga 160-165 CV e 236 Nm di coppia (VG30E) mentre la versione turbo eroga 200-205 CV e 308 Nm di coppia massima (VG30ET). 

### Telaio e meccanica
Il telaio della Z31 si basava su quello della 280ZX, ma aveva nuove sospensioni a ruote indipendenti con schema MacPherson e un incremento della lunghezza del passo. I modelli turbo, con l'eccezione della Shiro Special Edition, avevano sospensioni regolabili elettronicamente (una delle prime auto all'epoca).                                                                                             Su richiesta era disponibile un quadro strumenti completamente digitale con doppio trip, comprensivo di dati quali velocità, autonomia e percorrenza media. Completavano la dotazione la presenza di: cruise control, climatizzatore automatico, idroguida, indicatore forza G e bussola, specchi e sedili elettrici e riscaldabili, ecc.; degni di nota i comandi al volante per la radio e il cruise control.                                                                                                                                                               La Z31 era munita inoltre del Nissan Voice Warning System.

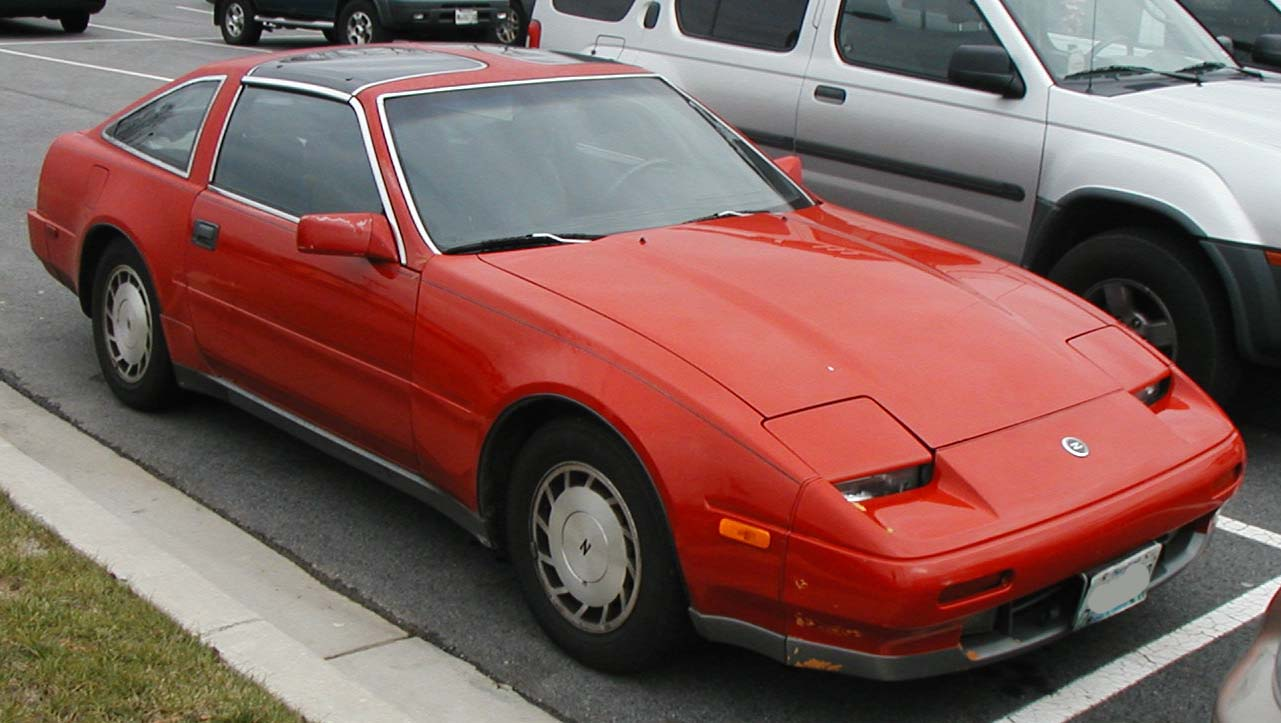
Nissan 300ZX (Z31) Restyling 1987-89

Venne prodotta in versione a passo corto a due posti e a passo lungo con 2+2 posti (i posteriori erano di dimensioni ridotte). Come l'erede Z32, anche la Z31 fu prodotta in configurazione T-Top con doppio tetto asportabile.
Inoltre sono state introdotte la versione speciale 50º Anniversario che era incentrata sul lusso, per celebrare i 50 anni della società nel 1984. Questa versione vantava di sedili in pelle pneumatici ed elettrici con sistema di gonfiaggio, oltre che a un impianto Hi-Fi con equalizzatore grafico e amplificatore per il riverbero del suono nei sedili anteriori con regolazione manuale d'intensità (bodysonic sound system).
Dal 1987 le versioni turbo furono dotate di differenziale a slittamento limitato e venne aggiornato il motore (VG30) sotto alcuni aspetti, come i canali di raffreddamento, nuovi pistoni completamente flottanti e l'utilizzo di punterie idrauliche. Dal 1988 le versioni turbo vennero aggiornate con il turbocompressore Garrett T25 a bassa inerzia che, assieme a un incremento del rapporto di compressione, portò ad avere un lieve aumento di potenza e minor turbo lag rispetto alla precedente configurazione con il Garrett T3.
La versione Shiro Special Edition, introdotta nel 1988, vantava aggiornamenti orientati alle prestazioni; come assetto e molle più rigide, barre antirollio maggiorate, differenziale a giunto viscoso, nuova presa d'aria frontale, sedili Recaro.
In Giappone, la Z31 fu venduta anche con altre motorizzazioni (2 litri) che le valsero l'appellativo di 200Z / 200ZG / 200ZS (VG20ET) o 200ZR (RB20DET).

## Seconda generazione (1989-2000) Z32

### Genesi
Nel 1984 Yutaka Kume, appena ottenuta la carica di presidente della Nissan, vara il Programma 901 che prevede la realizzazione di una nuova gamma di vetture dinamicamente al top, sia per prestazioni sia per tecnologia, allo scopo di migliorare l'immagine della casa giapponese e attirare nuovi clienti. All'interno del Programma 901 rientra anche il progetto Z32, che avrebbe dato vita alla seconda generazione della 300ZX ed era guidato dall'ingegnere Shigeyuki Yamaoka.
Dato che la famiglia di sportive ZX (meglio note come Fairlady Z in Giappone) si posizionava al di sopra della famiglia SX (la serie Silvia) sia in termini di prezzi sia di contenuti, la nuova generazione di ZX doveva avere prestazioni superiori e una meccanica più raffinata della Silvia/SX senza andare a intaccare la reputazione delle coupé Skyline che venivano vendute in Giappone e si posizionavano all'apice della gamma sportiva; mantenendo quindi l'intento di creare nel contempo una comoda granturismo. Inizialmente venne studiato un layout a motore centrale in quanto come benchmarking venne scelta la Porsche 944 Turbo appena lanciata sul mercato, tuttavia tale soluzione avrebbe sacrificato notevolmente l'abilità interna e la possibilità di utilizzarla come vettura da tutti i giorni e per questo venne scartato per la nuova 300ZX (la soluzione proseguì sotto forma di un altro progetto parallelo che diventerà la Nissan MID4).

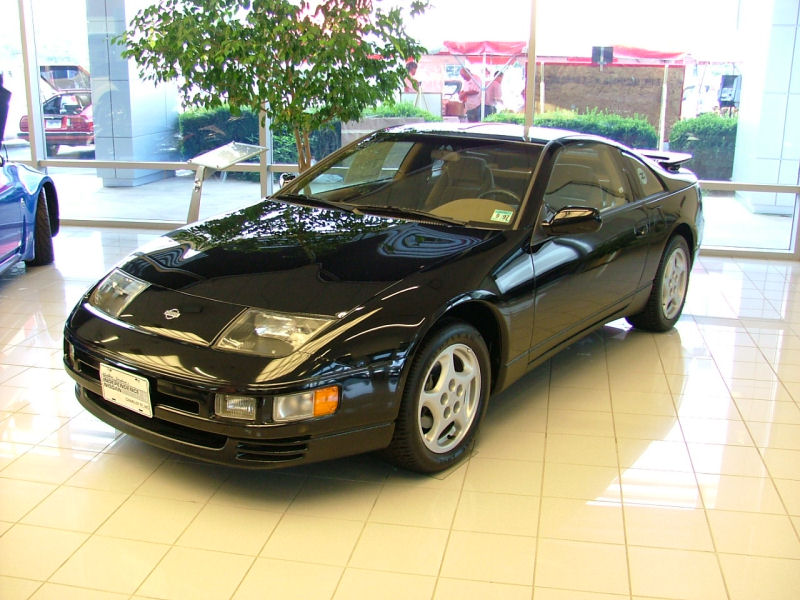
Nissan 300ZX (Z32) del 1989

Venne scartata anche l'idea di un motore V8 che avrebbe penalizzato i costi di gestione e incrementato inutilmente il peso, e si decise di non adottare la trazione integrale (a causa degli alberi di trasmissione che avrebbero alzato la sezione frontale del muso di 5 cm peggiorando l'aerodinamica).
Dopo varie ipotesi il primo ottobre del 1986 la direzione Nissan approvò la Z32 imponendo: motore V6 derivato dalla Z31 in posizione anteriore-longitudinale con trazione posteriore, sospensioni multilink anteriori e posteriori, servosterzo ad azionamento progressivo, quattro ruote sterzanti a controllo elettronico (Super-HICAS) e due varianti di passo e lunghezza in modo da avere sia una versione a due posti più prestazionale sia una a quattro posti più comoda e pratica.
Il design venne sviluppato tra il centro stile giapponese e quello americano in California e la proposta vincente fu quella realizzata da Isao Sono e Toshio Yamashita elaborata negli Stati Uniti in quanto ritenuta la più originale. Inoltre fu una delle prime vetture progettate utilizzando i software CAD. Rispetto alla vecchia Z31, la nuova Z32 aveva dimensioni minori ma un passo allungato per migliorare la distribuzione dei pesi e incrementare lo spazio dell'abitacolo.                                                                                                                               Quasi 5.000 ingegneri furono coinvolti tra il 1986 e il 1989 e fu costruito un centro di ricerca apposito in cui vennero ospitati tre supercomputer (CRAY-2) appositamente acquistati per i calcoli e le simulazioni dell'aerodinamica, telaio e geometria ed escursione delle sospensioni.
Lo sviluppo durò tre anni e la maggior parte dei collaudi venne effettuata all'estero soprattutto in Europa dove i prototipi giravano sul circuito del Nürburgring prendendo come riferimento i modelli Porsche 944 e 928 mentre in Nord America si svolsero sul Circuito di Laguna Seca e come benchmarking venne presa la Chevrolet Corvette. Nel maggio del 1989 erano quasi ultimati anche i lavori di ammodernamento della linea di produzione sita nello stabilimento Nissan Shatai in Giappone.

### Esordio
Il modello di produzione esordisce in Giappone il 10 luglio 1989 nelle varianti:
- Z32 fastback-coupé tre porte due posti (passo corto) destinata all'esportazione
- Z32 fastback-coupé tre porte due posti T-Top (passo corto con tetto rimovibile di tipo targa)
- GZ32 fastback-coupé tre porte 2+2 posti T-top (a passo lungo con i due posti posteriori di dimensioni ridotte rispetto a quelli anteriori; il tetto è rimovibile).

Le differenze tra la versione a passo corto (Z32) e lungo (GZ32) sono la lunghezza della carrozzeria e la posizione del tappo del serbatoio. Sulla versione a passo corto è posizionato sul lato sinistro poco dopo la portiera mentre sulla versione a passo lungo è posizionato dietro al parafango poco prima del paraurti; tale soluzione era stata adottata per mantenere sufficientemente spazioso la zona abitacolo posteriore che ospitava i due posti supplementari.
La passo corto a due posti ha un interasse di 2,450 metri e una lunghezza di 4,310 metri mentre la versione a passo lungo ha un interasse di 2,570 metri e una lunghezza di 4,525 metri.
Grazie all'estrema robustezza e rigidità torsionale del telaio, la Z32 poteva essere aperta in configurazione targa (nelle versioni T-Top) senza alcuna ripercussione negativa sulla precisione di guida.
Il sistema di illuminazione fu all'avanguardia e rappresentò un altro primato per l'epoca: proiettori anteriori poliellissoidali con vetro inclinati di 60 gradi, realizzati da ICHIKOH su progetto Nissan. Gli stessi fari vennero successivamente adottati sul restyling della Lamborghini Diablo.
La gamma motori era composta dal nuovo 3,0 litri (VG30DE), ora D.O.H.C. 24 valvole rispetto al precedente VG30E monoalbero usato sulla Z31.                                                                                                                                                                                                          Sei cilindri a V di 60 gradi aspirato con accensione diretta (NDIS) e fasatura variabile (NVCS), che erogava 230 cavalli e 272,6 Nm di coppia a 4800 giri/min ed era abbinato a un cambio manuale a cinque rapporti o a un automatico a quattro rapporti.
Il secondo motore era il nuovo 3.0 V6 TwinTurbo (VG30DETT) con doppio turbocompressore ibrido Garrett TB02/22, fasatura variabile (NVCS), quattro alberi a camme, due intercooler aria-aria e doppio impianto di scarico abbinato al cambio manuale a cinque rapporti o automatico a quattro rapporti; il motore erogante 280 cavalli e 388,3 Nm di coppia massima a 3600 giri/min nella versione per il mercato giapponese (potenza limitata in seguito a un accordo tra la JAMA - l'associazione costruttori di veicoli giapponesi e le case automobilistiche giapponesi).                                                                                                                                                                                                                                                                                                                                                                              La Z32 fu così la prima auto al mondo dotata di turbocompressore e variatore di fase (lato aspirazione) assieme.
Tutti i modelli disponevano di quattro freni a disco ventilati con: pinze anteriori a quattro pistoncini, pinze posteriori in alluminio a due pistoncini contrapposti e ABS. 
Il sistema 4WS (Super-HICAS), così come il differenziale posteriore autobloccante, erano disponibili solo per i modelli TwinTurbo.                                                                                                                                                                                                                                         Il sistema 4WS, all'epoca il più avanzato al mondo e ancora oggi insuperato capace di agire sia in fase sia in controfase con le ruote anteriori; fino al 1993 era elettro-idraulico e funzionava con l'ausilio della pompa dell'idroguida e di una particolare valvola solenoide (HICAS); gestito comunque da un'unità di controllo che elaborava i dati trasmessi dai diversi sensori presenti (dall'angolo di sterzata alla velocità del veicolo). Dal 1994 il sistema 4WS divenne totalmente elettronico e la parte idraulica fu rimpiazzata da degli attuatori elettrici.
Le versioni europee erano munite di un sistema di raffreddamento per l'olio del cambio, differenziale e idroguida.
La lista degli optional (di serie e non), tipiche di una granturismo di alta gamma dell'epoca, variava in base ai mercati di destinazione. Interni in pelle e alcantara, specchi e sedili regolabili elettricamente e riscaldabili, cruise control, climatizzatore automatico, ecc. Venne dotata di sospensioni a controllo elettronico della rigidità (con selettore manuale per il mercato USA, automatico EU).

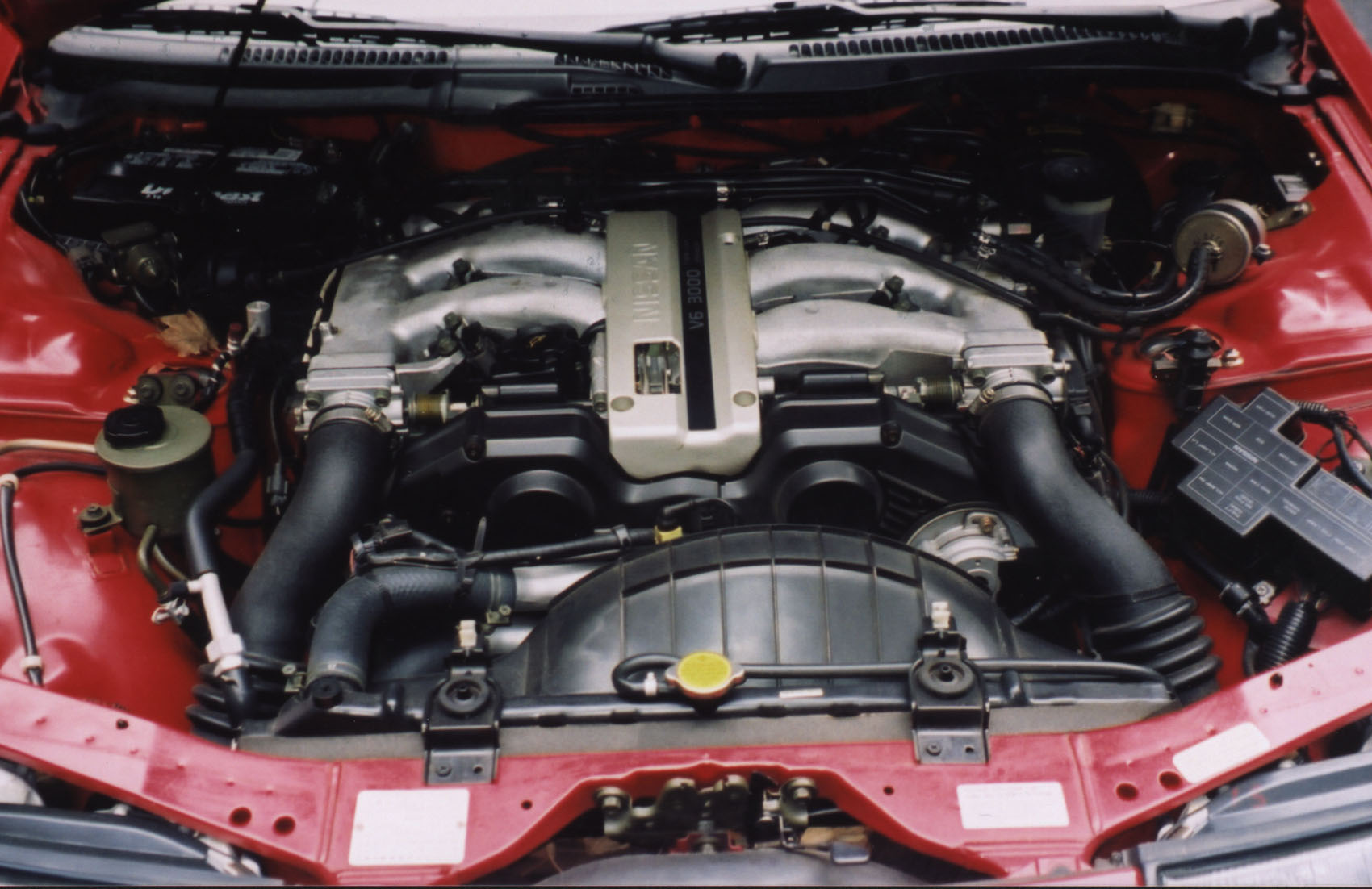
Motore di una Nissan 300ZX (Z32) del 1990

Le esportazione in Nord America partirono da fine 1989 come Model Year 1990 mentre in Europa venne importata dalla primavera del 1990. Il modello americano era disponibile nelle versioni a passo corto e lungo con motore aspirato erogante 226 cavalli e biturbo da 286 cavalli mentre il modello europeo era disponibile nella sola versione a passo lungo 2+2 posti con il motore biturbo erogante 283 cavalli (limitati).
Nel 1992 venne introdotta la versione cabriolet denominata 300ZX Convertibile prodotta dal carrozziere American Specialty Cars che trasformava le 300ZX coupé T-Top a passo corto in Cabrio rimuovendo il tetto e installando un nuovo rollbar e la capote in tela; gli esemplari erano stati progettati in collaborazione con la casa madre e venivano venduti direttamente dalle concessionarie Nissan sia in Nord America sia in Giappone.
In Nord America però le vendite furono deludenti, complice il cambio yen/dollaro e un mercato che stava cambiando. Nel 1994 furono venduti solo 6 246 esemplari e nel fine 1995 la casa annunciò che le vendite della 300ZX sarebbero terminate all'inizio del 1996.
Anche sul mercato europeo le vendite furono estremamente basse per via del prezzo elevato della vettura, nel Regno Unito nel 1993 ne vennero venduti solo 213 esemplari e nel 1994 terminarono le importazioni delle versioni con guida a destra. Nei restanti mercati europei venne venduta fino al 1997.
In Giappone la produzione proseguì e nel fine 1998 venne presentato un leggero aggiornamento della gamma che vide l'introduzione di serie su tutti i modelli dei fari allo xenon, nuovo paraurti anteriore, oltre a un nuovo pacchetto estetico comprensivo di minigonne e spoiler posteriore maggiorato di serie sulla Version R e optional per il resto della gamma. La produzione termina ufficialmente nell'agosto del 2000.

## Attività sportiva

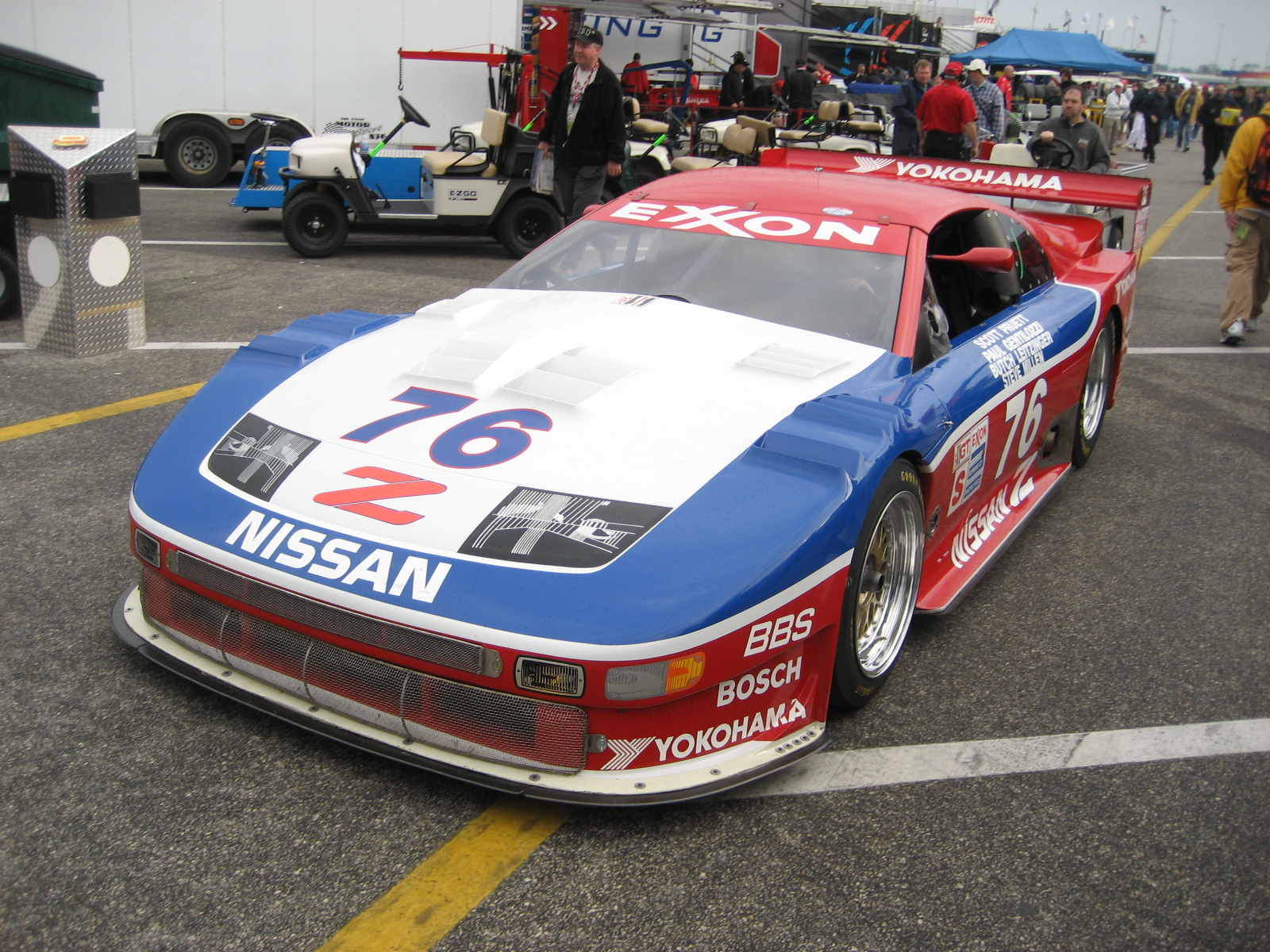
300ZX IMSA

La 300ZX ha ottenuto molte vittorie, tra cui la serie 1986 Trans Am, la 12 ore di Sebring, la 24 Ore di Daytona nel 1994 e due campionati IMSA. Tuttavia, per politica e contestazioni di altre case di auto sportive, una controversa vittoria di classe GTS-1 alla 24 Ore di Le Mans lo stesso anno ha indotto l'International Motor Sports Association a dichiarare il motore twin turbo illegale per la futura concorrenza. La 300ZX conquista nel 1991 anche il record di velocità, nella classe E/BMS,  di 419,84 km/h, ottenuto al Bonneville Speed Trial.

## Riconoscimenti
Nel corso della sua vita, la 300ZX è stata premiata dalla critica di settore. Nel 1990 fu nominata l'auto più stabile al mondo. Car and Driver l'ha messa tra le dieci migliori auto per sette anni consecutivi e Motor Trend le ha conferito il Import Car of the Year 1990.